# 赵明恩
赵明恩（1940年—），河南巩义人，汉族，中华人民共和国政治人物、第十二届全国人民代表大会河南地区代表。
毕业于焦作工学院经济管理专业。加入中国共产党。担任巩义市委副书记。2008年起担任全国人大代表。2013年，担任全国人大代表。